# UFC 83
UFC 83: Serra vs St-Pierre 2  è stato un evento di arti marziali miste tenuto dalla Ultimate Fighting Championship il 19 aprile 2008 al Centre Bell di Montréal, Canada.

## Retroscena
Si tratta in assoluto del primo evento UFC ospitato in Canada dopo che la promozione statunitense aveva già organizzato spettacoli in Giappone, Brasile e Regno Unito.
L'evento in questione avrebbe dovuto essere UFC 84, ma a causa del fallimento della pianificazione di un precedente evento nel Regno Unito, il titolo venne cambiato in UFC 83.
L'evento doveva prevedere il meglio delle arti marziali miste di scuola canadese, ma uno dei maggiori esponenti, Patrick Côté, diede forfait causa infortunio.
La sfida per l'unificazione del titolo dei pesi welter tra il campione in carica Matt Serra ed il campione ad interim Georges St-Pierre fu preceduta da parecchio trash-talking tra i due contendenti.
È l'evento d'esordio di Cain Velasquez, futuro campione dei pesi massimi.

## Risultati

### Card preliminare
- Incontro categoria Pesi Welter:  Jonathan Goulet contro  Kuniyoshi Hironaka

Goulet sconfisse Hironaka per KO tecnico (pugni) a 2:07 del secondo round.
- Incontro categoria Pesi Massimi:  Cain Velasquez contro  Brad Morris

Velasquez sconfisse Morris per KO tecnico (pugni) a 2:10 del primo round.
- Incontro categoria Pesi Leggeri:  Sam Stout contro  Rich Clementi

Clementi sconfisse Stout per decisione divisa (29–27, 28–29, 29–28).
- Incontro categoria Pesi Medi:  Jason MacDonald contro  Joe Doerksen

MacDonald sconfisse Doerksen per KO tecnico (gomitate) a 0:56 del secondo round.
- Incontro categoria Pesi Medi:  Demian Maia contro  Ed Herman

Maia sconfisse Herman per sottomissione (strangolamento triangolare) a 2:27 del secondo round.
- Incontro categoria Pesi Medi:  Jason Day contro  Alan Belcher

Day sconfisse Belcher per KO tecnico (pugni) a 3:58 del primo round.

### Card principale
- Incontro categoria Pesi Leggeri:  Mark Bocek contro  Mac Danzig

Danzig sconfisse Bocek per sottomissione (strangolamento da dietro) a 3:48 del terzo round.
- Incontro categoria Pesi Medi:  Michael Bisping contro  Charles McCarthy

Bisping sconfisse McCarthy per KO tecnico (infortunio al braccio) a 5:00 del primo round.
- Incontro categoria Pesi Medi:  Kalib Starnes contro  Nate Quarry

Quarry sconfisse Starnes per decisione unanime (30–26, 30–27, 30–24).
- Incontro categoria Pesi Medi:  Rich Franklin contro  Travis Lutter

Franklin sconfisse Lutter per KO tecnico (pugni) a 3:01 del secondo round.
- Incontro per il titolo dei Pesi Welter:  Matt Serra (c) contro  Georges St-Pierre (ic)

St-Pierre sconfisse Serra per KO tecnico (ginocchiate) a 4:45 del secondo round e venne promosso a campione indiscusso dei pesi welter.

## Premi
I seguenti lottatori sono stati premiati con un bonus di 75.000 dollari:
- Fight of the Night:  Jonathan Goulet contro  Kuniyoshi Hironaka
- Knockout of the Night:  Jason MacDonald
- Submission of the Night:  Demian Maia